# Biduanda inexpectata
Biduanda inexpectata är en fjärilsart som beskrevs av Ribbe 1926. Biduanda inexpectata ingår i släktet Biduanda och familjen juvelvingar. Inga underarter finns listade i Catalogue of Life.